# Дерев'янко Юрій Гаврилович
Юрій Гаврилович Дерев'янко (1912–1994) — радянський інженер- суднобудівник, заступник Голови Державного комітету РМ СРСР по суднобудуванню, заступник міністра суднобудівної промисловості СРСР. Герой Соціалістичної Праці.

## Життєпис
Юрій Дерев'янко народився 23 квітня (6 травня) 1912 року в містечку Рожище (нині адміністративний центр Рожищенського району, Волинської області).
У 1926 році почав працювати в Головних залізничних майстернях станції Гайворон Південно-Західної залізниці учнем слюсаря. У 1929 році вступив до Ленінградського політехнічного інституту імені М. І. Калініна, який закінчив в 1935 році. Під час навчання в 1932 році вступив до лав ВКП (б). Після закінчення інституту почав роботу майстром на суднобудівному заводі імені Андре Марті (нині ВАТ «Адміралтейські верфі») в Ленінграді. У 1936—1939 роках працював інженером-технологом, заступником начальника корпусного цеху по технічній частині, виконробом на перейменованому в завод № 194 підприємстві. У лютому 1939 року був призначений заступником головного конструктора. У передвоєнні роки керував проектуванням і доведенням дослідної підводного човна зі звареним корпусом.
У 1940 році заочно закінчив аспірантуру в ЛПІ імені М. І. Калініна і захистив дисертацію на здобуття наукового ступеня кандидата технічних наук.

### У роки німецько-радянської війни
У жовтні 1941 року Дерев'янко був призначений головним інженером суднобудівного заводу імені Марті. Під час німецько-радянської війни під його керівництвом були розроблені проекти і забезпечено будівництво на заводах «Судомех» і «Петрозавод» самохідних плашкоутів і тендерів для ладозької «Дороги життя». З травня по червень 1942 року було побудовано 115 таких суден. Одночасно під керівництвом Дерев'янко та В. М. Мудрова (1905—1989) велося проектування і будівництво малих зварних броньованих морських мисливців за підводними човнами. Проектування морських мисливців йшло в стислі терміни, всього за 15 днів був розроблений проект корабля з спрощеними прямолінійними обводами корпусу. Корпус був зварним і складався з трьох блоків. Середня частина і рубка перших кораблів серії виготовлялися з наявної в наявності броні для легких танків. Малі мисливці будувалися в 1943—1945 роках, всього було побудовано 66 кораблів даного типу. . На заводі під керівництвом Дерев'янко також велися проектні роботи і будівництво морських бронекатерів і шхерних моніторів . У червні 1943 року Дерев'янко був призначений головним конструктором заводу .

### У повоєнний період

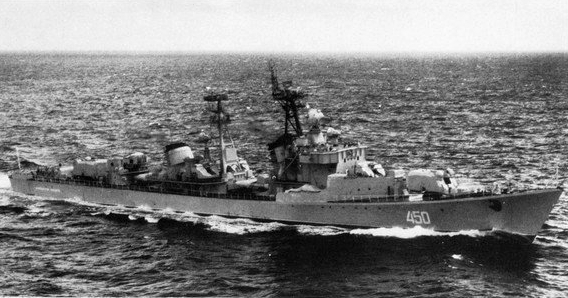
Ескадрений міноносець «Витриманий» проекту 56

У 1946 році Дерев'янко був призначений першим начальником ЦКБ-53 (нині — Північне проектно-конструкторське бюро). Під його керівництвом були завершені роботи з проектування ескадрених міноносців проектів 30-К типу «Обачний» (в 1947—1950 роках було побудовано 11 кораблів) і проекту 30-біс типу «Сміливий» (всього з 1948 по 1953 роки було побудовано 70 кораблів даного проекту), починалися конструкторські розробки і роботи по есмінцю проекту 56 типу «Спокійний» (в період з 1953 по 1958 було побудовано 27 кораблів даного типу). У липні 1952 року Дерев'янко був знову призначений головним інженером заводу № 194 в Ленінграді (перейменованого заводу А. Марті), а в листопаді 1955 року — директором науково-дослідного інституту технології суднобудування ЦНДІ-138 (нині — ВАТ «Центр технології суднобудування і судноремонту».
У 1956—1966 роках Юрій Дерев'янко був головним редактором журналу «Суднобудування». У лютому 1958 року призначений на посаду заступника голови Державного комітету по виробництву продукції суднобудування СРСР. З 1959 року був членом національної ради зі зварювання АН СРСР.
У 1965—1977 роках працював заступником Міністра суднобудівної промисловості СРСР. З 1977 році — персональний пенсіонер союзного значення. Почесний член НТО імені А. М. Крилова .
Помер Юрій Дерев'янко в 1994 році. Похований в Москві на Востряковському кладовищі.

## Нагороди і премії
- Герой Соціалістичної Праці (28.4.1963)[7] ;
- орден Леніна (1963);
- орден Вітчизняної війни I ступеня (1985);
- орден Вітчизняної війни II ступеня]] (18.7.1945);
- орден Трудового Червоного Прапора (1959);
- орден Червоної Зірки (1942);
- орден «Знак Пошани» (1957);
- медалі, в тому числі медаль «За оборону Ленінграда»[1] .
- Сталінська премія першого ступеня (1951) — за роботу в області техніки[8] .